# Anthony Moura-Komenan
Anthony David Moura-Komenan (20 de janeiro de 1986) é um futebolista profissional marfinense que atua como meia.

## Carreira
Anthony Moura-Komenan representou a Seleção Marfinense de Futebol, nas Olimpíadas de 2008. 